# Fritz Beckert (Maler)
Fritz Beckert (* 8. April 1877 in Leipzig; † 27. September 1962 in Dresden) war ein deutscher Architekturmaler und Hochschullehrer an der Technischen Hochschule Dresden.

## Leben
Beckert studierte von 1894 bis 1896 an der Leipziger Kunstakademie und bis 1900 an der Dresdner Kunstakademie als Schüler von Friedrich Preller d. J. und Gotthardt Kuehl. Studienreisen führten ihn in verschiedene deutsche Regionen und nach Österreich und Italien, besonders Thüringen und Franken. In Kirchberg an der Jagst wollte er eine Künstlerkolonie gründen. Er wurde zum Mitbegründer der Künstlergruppe Die Elbier, die 1909 in der impressionistischen Dresdner Secession aufging, insofern wird er dem Dresdner Kolorismus zugerechnet. Ab 1908 lehrte er als Privatdozent für Architekturmalerei an der Technischen Hochschule Dresden, wurde 1921 zum etatmäßigen außerordentlichen und 1925 zum ordentlichen Professor bis 1945. Er stand unter dem Einfluss von Cornelius Gurlitt, dem die genaue Architekturabbildung vor der Erzeugung einer Stimmung wichtig war. Beckert trat bereits 1932 für den Nationalsozialismus ein, schloss sich zum 1. Mai 1933 der NSDAP an (Mitgliedsnummer 1.963.471) und unterzeichnete im November 1933 das Bekenntnis der deutschen Professoren zu Adolf Hitler. Für die Zeit des Nationalsozialismus ist seine Teilnahme an vierzehn großen Ausstellungen sicher belegt, darunter 1942, 1943 und 1944 an der Großen Deutschen Kunstausstellung in München mit acht Bildern, die das Interesse höchster Nazi-Führer und -Institutionen fanden.
1945 verlor Beckert sein Atelier und den größten Teil seines Werkes am 13. April 1945 bei der Bombardierung Dresdens. 1955 hatte er mit Martin Clemens (1884–1968) eine Ausstellung von Aquarellen und Zeichnungen in der Dresdner Galerie Kühl. 
Hans Joachim Neidhardt bezeichnete Beckerts Gemälde als „die letzte und großartigste künstlerische Dokumentation des alten Dresden vor seiner Vernichtung“.

## Werke
- Petritürme in Freiberg (Öl; ausgestellt 1942 auf der Großen Deutschen Kunstausstellung und von Nazi-Führer Arthur Greiser erworben)[5]
- Tauberbrücke (Aquarell; ausgestellt 1942 auf der Großen Deutschen Kunstausstellung und von Arthur Greiser erworben)[6]
- Meißen im Winter (Öl; ausgestellt 1942 auf der Großen Deutschen Kunstausstellung und von Nazi-Führer Martin Bormann erworben)[7]
- Pirna (Öl; ausgestellt 1943 auf der Großen Deutschen Kunstausstellung und von Bormann erworben)[8]
- Dresdner Türme (Öl; ausgestellt 1943 auf der Großen Deutschen Kunstausstellung und von der Obersten SA-Führung erworben)[9]

## Publizistische Arbeiten
- Die Aquarellmalerei und ihre Anwendung auf Architektur und Landschaft. Polytechnische Verlagsgesellschaft Max Hittenkofer, Strelitz, 1923
- Das Zeichnen von Architektur und Landschaft. Polytechnische Verlagsgesellschaft Max Hittenkofer, Strelitz, 1924
- Dresden. Eine kunstbetrachtende Wanderung, mit 13 farbigen Abbildungen nach Gemälden und 27 Zeichnungen. W. und B. v. Baensch Stiftung, Dresden, 1924 (mit Robert Bruck)